# Anurida tullbergi
Anurida tullbergi is een springstaartensoort uit de familie van de Neanuridae. De wetenschappelijke naam van de soort is voor het eerst geldig gepubliceerd in 1891 door Schoett.